# Corupiana multidens
Corupiana multidens är en insektsart som beskrevs av Nielson 1979. Corupiana multidens ingår i släktet Corupiana och familjen dvärgstritar. Inga underarter finns listade i Catalogue of Life.